# Архієпархія Фаґараша і Альба-Юлії
Архієпархія Фаґараша і Альба-Юлії (лат. Archidioecesis Fagarasiensis et Albae Iuliensis Romenorum, рум. Arhieparhia de Făgăraș și Alba Iulia) — архієпархія Румунської греко-католицької церкви з центром в місті Блаж, Румунія. У митрополію Фаґараша і Альба-Юлії входять єпархії Клуж-Ґерли, Лугожа, Марамурешу, Ораді і єпархія Василя Великого з центром в Бухаресті. Архієпархію Фаґараша і Альба-Юлії очолює верховний архієпископ Румунської греко-католицької церкви кардинал Лучіан Мурешан.

## Історія

Територія архієпархії поширюється на центр і північний схід країни

У XVII столітті, після входження частини трансільванських православних румунів в повне сопричастя зі Святим Престолом, була заснована єпархія Альба-Юлії.
18 травня 1721 року єпархія Альба-Юлії була перейменована в єпархію Фаґараша.
26 листопада 1853 року єпархія Фаґараша була піднесена до рангу архієпархії, поступившись частиною території новозаснованої єпархії Лугожа. 19 грудня того ж року архієпархія Фаґараша поступилася частиною території новозаснованій єпархії Ґерли.
16 листопада 1854 року архієпархія Фаґараша була перейменована в архієпархію Фаґараша і Альба-Юлії.
5 червня 1930 року архієпархія Фаґараша і Альба-Юлії поступилася частиною території новозаснованій єпархії Марамуреша, а 29 травня 2014 року новоутвореній єпархії Василія Великого в Бухаресті.

## Ординарії
- єпископ Йоан Джурджу Патакі, ЧСВВ (15 червня 1721 — 29 жовтня 1727)
  - sede vacante (1727—1730)
- єпископ Йоан Іноченціу Міку Кляйн, ЧСВВ (11 листопада 1730 — 7 травня 1751)
- єпископ Петру Павел Арон, ЧСВВ (28 лютого 1752 — 27 січня 1764)
- єпископ Атанасіе Реднік, ЧСВВ (22 квітня 1765 — 2 травня 1772)
- єпископ Ґріґоре Майор, ЧСВВ (8 березня 1773 — 22 вересня 1783)
- єпископ Йоан Боб (15 грудня 1783 — 2 жовтня 1830)
- єпископ Йоан Лемені (15 квітня 1833 — березень 1850)
- архієпископ Александру Штерка Шулюціу (17 лютого 1851 — 7 вересня 1867)
- архієпископ Йоан Ванча (21 грудня 1868 — 31 липня 1892)
- архієпископ Віктор Міхали де Апша (18 березня 1895 — 21 січня 1918)
- архієпископ Васіле Сучіу (9 серпня 1919 — 25 січня 1935)
- архієпископ Александру Ніколеску (29 серпня 1936 — 5 червня 1941)
  - sede vacante (1941—1990)
- архієпископ, кардинал Александру Тодя (14 березня 1990 — 4 липня 1994)
- архієпископ, верховний архієпископ, кардинал Лучіан Мурешан (з 4 липня 1994)